# 小行星13977
小行星13977（13977 Frisch）是一颗绕太阳运转的小行星，为主小行星带小行星。该小行星于1992年4月29日发现。

## 轨道参数
小行星13977的轨道半长轴为2.4719847 UA，离心率为0.192。